# فومیهیرو سوزوکی
فومیهیرو سوزوکی (انگلیسی: Fumihiro Suzuki؛ زادهٔ ۲۳ مهٔ ۱۹۷۵) بازیکن سابق و مربی بیسبال اهل ژاپن است.